# ميناء أوديسا
ميناء أوديسا أو ميناء أوديسا البحري (بالأوكرانية: Одеський морський порт) (بالروسية: Одесский морской порт) يقع بالقرب من أوديسا وهو أكبر ميناء بحري أوكراني وواحد من أكبر الموانئ في حوض البحر الأسود مع قدرة مرور سنوية إجمالية تبلغ 40 مليون طن (15 مليون طن جاف و 25 مليون طن سائل). يتمتع الميناء بوصول فوري إلى السكك الحديدية مما يسمح بنقل البضائع بسرعة من الطرق البحرية إلى النقل البري. يعد ميناء أوديسا مركزًا رئيسيًا لنقل البضائع والركاب في أوكرانيا.

## التاريخ
في صيف عام 1793 عُين جوزيف دي ريباس [الإنجليزية] رئيسا لبناء قلعة خادجيبي وميناء جديد بجوارها. أولت حكومة الإمبراطورية الروسية أهمية كبيرة لتصدير منتجات أوكرانيا والمقاطعات الجنوبية في الخارج عن طريق البحر عبر البحر الأسود حيث أُنشأ الميناء.

## الحرب الروسية الأوكرانية 2022
استُهدف الميناء خلال الحرب الروسية الأوكرانية 2022 عدّة مرات باعتباره الميناء الرئيسي للدولة الأوكرانية إضافة لاستهداف عدّة مُنشآت حيوية تُخدم الميناء أو يُخدمها.